# 아스타 (기업)
아스타(Asta Co. Ltd.)는 대한민국의 기업이다. 본사는 경기도 수원시 영통구 광교로 145, 11층(차세대융합기술연구원 에이동)에 위치해 있으며 대표이사는 조응준이다.

## 참고문헌
1. ↑  조응준 아스타 대표, 보유지분 100% 주담대, 딜사이트, 2024.02.07
2. ↑  아스타 주가, 사우디 합작법인 설립 기대감에 상승, 딜라이트 뉴스, 2023.04.26
3. ↑  아스타, 200만주 유상증자…주가 희석 우려에↓, 이데일리, 2018-06-04